# Хонський муніципалітет
Хонський муніципалітет (груз. ხონის მუნიციპალიტეტი khonis municipaliteti) — муніципалітет у Грузії, що входить до складу краю Імеретія. Центр — Хоні.

## Населення
Станом на 1 січня 2014 чисельність населення муніципалітету склала 23 570 мешканців.
Більшість населення складають Імеретини, одна з етнографічних груп грузин.
| Грузини | Росіяни | Українці | Вірмени |
| 99,72 % | 0,16 %  | 0,06%    | 0,04%   |